# مول هولة
مول هولة هي بلدة في منطقة إقليم أبخ الشمالي في جيبوتي. تقع على الساحل الغربي للبحر الأحمر عند مدخله الجنوبي. وهي تقع على الطريق السريع الوطني RN-15، الذي يربطها بأبخ، وتقع على بعد حوالي 70 كيلومتر (43 ميل) إلى الجنوب و15 كيلومتر (9 ميل) شمال الحدود مع إريتريا.

## نظرة عامة
تقع مول هولة بجانب مضيق باب المندب في شمال شرق جمهورية جيبوتي، 325 كيلومتر (202 ميل) (عن طريق البر) من مدينة جيبوتي. تشمل البلدات والقرى المجاورة خور عنجر (27 كلم)، رهيتا (22 كلم)، عصب (95 كلم).

## التاريخ
في 26 مايو 1991، عبر الجنود الإثيوبيون من حامية مدينة عصب إلى جيبوتي ومعهم 10000 رجل مسلحين ونساء وأطفال ودبابات ومدفعية وقاذفات صواريخ متعددة.